# Cigogne maguari
Ciconia maguari
Espèce
Statut de conservation UICN

 LC  : Préoccupation mineure
La Cigogne maguari (Ciconia maguari) est une espèce d'oiseaux de la famille des Ciconiidae. C'est le seul membre du genre Ciconia en Amérique tropicale.

## Description
Elle possède un plumage blanc et noir, un bec gris terminé par une pointe rouge et un lore rouge également. Comme les autres ciconiidés, elle fréquente les zones marécageuses et y capture poissons, amphibiens et petits reptiles.

## Répartition
Cet oiseau fréquente les régions humides d'Amérique du Sud (llanos, Pantanal, plateau des Guyanes en particulier).